# Belgique et Chrétienté
Belgique et Chrétienté est une ancienne ASBL se réclamant du catholicisme, classée à l'extrême droite, fondée en 1989 par l'avocat Ghislain Dubois. Elle est présidée par Alain Escada, militant d'extrême droite, ancien porte-parole du FNB, qui revendique désormais une proximité avec la droite française. Prônant l'« ordre moral », d'après ses statuts, elle « combat le racisme antichrétien et le racisme antibelge ».
Aujourd’hui, le mouvement se nomme Civitas Belgique. 

## Historique
Belgique et Chrétienté publie sur son site internet une liste de sociétés commerciales qu'elle déconseille. L'organisation appelle sur son site à faire pression à l'encontre de manifestations culturelles ou d'annonces publicitaires jugées par elle « blasphématoires »,.
Belgique et Chrétienté a fusionné avec l'Institut Civitas, qui œuvre pour une "cité catholique", en France principalement.
Depuis janvier 2014, Civitas Belgique a repris certaines activités de l'association qui étaient laissées en désuétude depuis 2012.